# Diachlorus nuneztovari
Diachlorus nuneztovari är en tvåvingeart som beskrevs av David Fairchild och Ortiz 1955. Diachlorus nuneztovari ingår i släktet Diachlorus och familjen bromsar. Inga underarter finns listade i Catalogue of Life.